# Tom Parfitt (Bischof)
Thomas „Tom“ Richards Parfitt (* 24. Mai 1911; † 10. Dezember 1984) war der sechste anglikanische Bishop of Madagascar von 1952 bis 1961.

## Leben
Parfitt wurde am 24. Mai 1911 geboren und erhielt seine Ausbildung am St John’s College, Oxford. 1935 wurde er ordiniert. Seine ersten stellen waren curacies in New Mills und Rugby. Im Zweiten Weltkrieg war er chaplain in der Royal Naval Reserve (RNVR). 1946 wurde er Vicar von St Andrew’s Derby und 1950 „Rural Dean“ von Derby.
Dann wurde er als Bischof von Madagaskar berufen. 1961 kehrte er nach England zurück und wirkte noch als Rector von Matlock bis zu seiner Pensionierung 1980, sowie als Assistant Bishop of Derby bis zu seinem Tod am 10. Dezember 1984.